# Burning Man
«Burning Man» (укр. Палаюча людина) — щорічна восьмиденна подія незалежного мистецтва, що відбувається в США, штат Невада, в пустелі Блек-Рок. Початок припадає на першу хвилину останнього понеділка серпня. Останній день відбувається на День Праці, офіційне свято, що відзначається в США в перший понеділок вересня, вихідний день для більшості організацій. Кульмінація відбувається в суботу після заходу сонця, коли спалюють величезну дерев'яну статую людини. Щороку встановлюється нова тема події.
Самі організатори визначають подію як експеримент зі створення спільноти радикального самовираження, яка у цьому повністю покладається тільки на себе. На тиждень в пустелі встановлюються твори сучасного мистецтва. Деякі з них спалюються творцями до закінчення «Burning Man». Територія події вільна від грошей і продажів, тому про харчування, житло та інші потреби учасники дбають самі. По закінченню подію учасники прибирають всі сліди свого перебування, а його місцерозташування в пустелі рік за роком змінюється. По задуму організаторів це не фестиваль, а мистецький перформанс та соціальний експеримент радикального самовираження.

## Історія

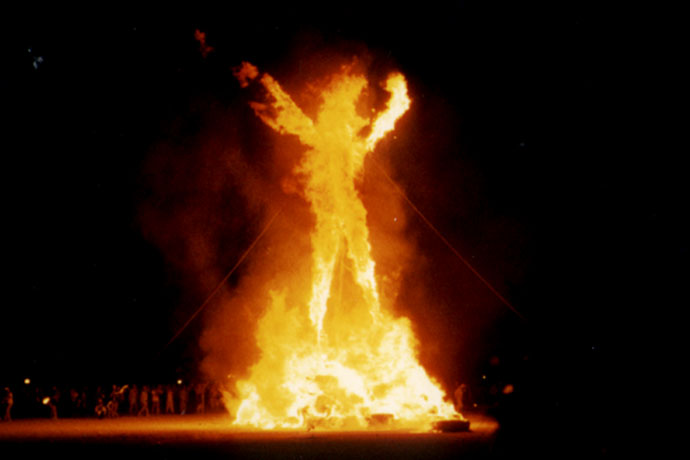
Палаюча статуя на «Burning Man» 2004 року

За легендою, подія вперше була проведена в 1986 році з того, що Ларрі Гарві та Джеррі Джеймс з друзями спалили на пляжі в Сан-Франциско дерев'яне опудало у вигляді людини з собакою як акт радикального самовираження. За легендою, Гарві наштовхнуло на це нерозділене кохання. Дійство настільки сподобалося учасникам і перехожим, що Гарві вирішив повторити те ж саме через рік із залученням інших, хто хотів би виразити свій внутрішній світ. Вже в 1988 році кількість учасників перевищила 200 осіб і зростала з кожним наступним роком. Цього ж року статуя для спалення вперше отримала задокументовану назву «Палаюча людина».
До 1990 року «Burning Man» досяг таких масштабів, що довелося шукати нове місце його проведення, яким стала пустеля Блек-Рок. Крім того поліція заборонила здійснювати традиційне спалення статуї. 1991-й став першим роком, коли «Burning Man» проводився з дозволу Бюро з управління землями (BLM). Пізніше за його організацію почала відповідати компанія «Black Rock City LLC», яка наклала низку обмежень, зокрема на використання деякої піротехніки та вогнепальної зброї.
З метою кращої організації події в 1992 році була введена посада «рейнджера». В обов'язки таких людей входило забезпечувати безпечне пересування учасників (яких було вже 600) пустелею. Сама територія події отримала поділ на круглий майдан з «Палаючою людиною» і чотири «вулиці» між таборами учасників, що відходили від нього. Протягом наступних років територія ширилася, додалася кільцева «вулиця» навколо центру.
У 1996 році «Burning Man» почав збирати людей з усього світу, не в останню чергу через висвітлення подій в Інтернеті. Територія все збільшувалася, набуваючи форми півмісяця, додавалися нові вулиці. В 1998 Google вперше присвятили події дудл, а через два роки на «Burning Man» стала виходити внутрішня щоденна (на час проведення) газета «Black Rock Gazette».

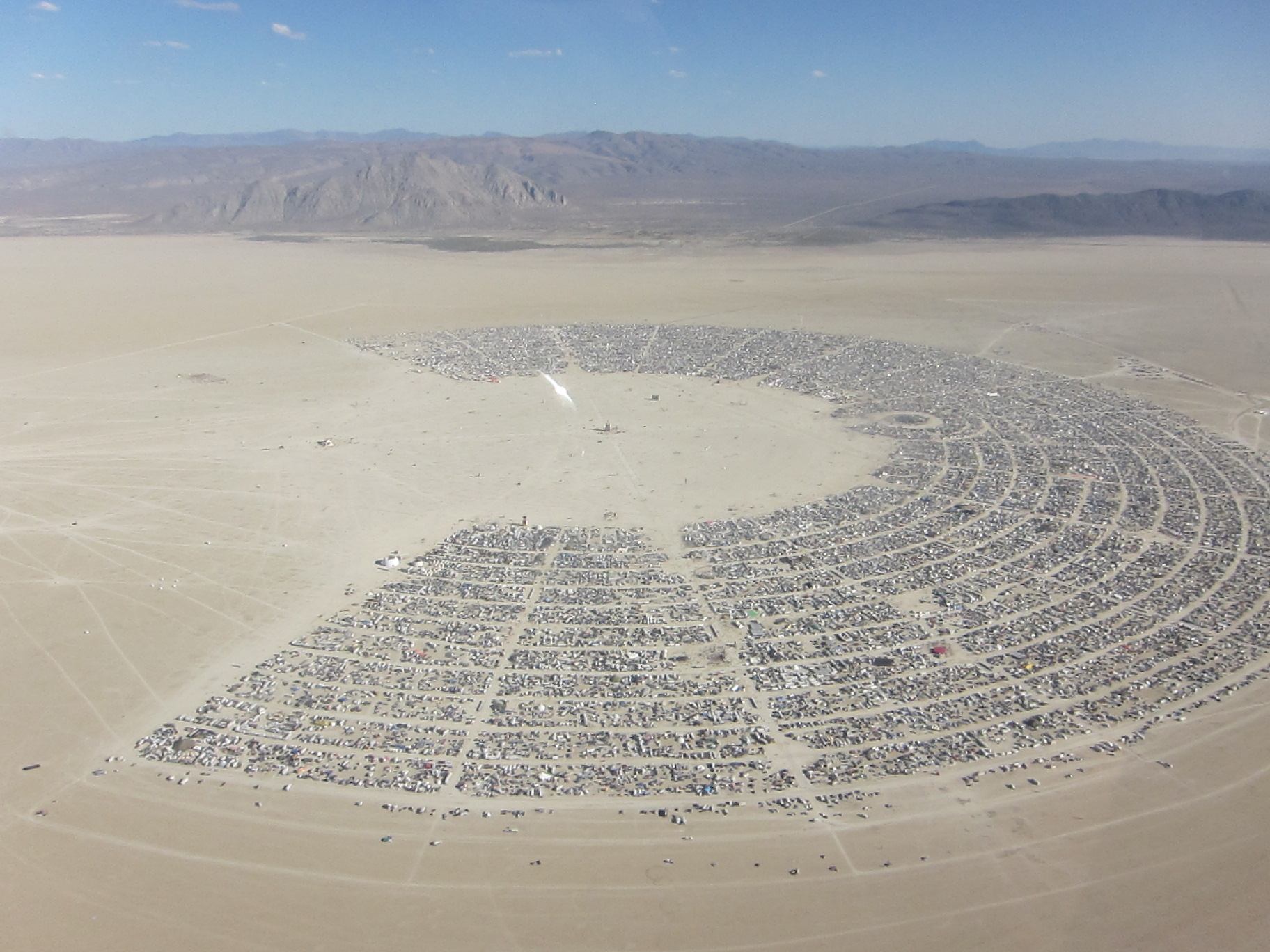
Аерофотозйомка Black Rock City 2010 року

Принципи «Burning Man» остаточно сформував Ларрі Гарві у 2004 році. Було запрошено понад 300 журналістів з усього світу. Віртуальний «Burning Man» став проходити у багатокористувацькій відеогрі Second Life починаючи з 2003.
У 2006-му подію широко висвітлювався по телебаченню, коли канал Current TV забезпечив учасників відеокамерами і щодня розповідав про події у пустелі Блек-Рок. Скульптура того року була сконструйована рухомою.
Особливим став 2011 рік. Було досягнуто максимуму учасників, встановленого BLM на той рік. На подію зібрались 53 963 учасники, понад 900 таборів. Свої твори виставляли митці з п'яти континентів. Black Rock City LLC запустили некомерційну організацію Burning Man Project, покликану популяризувати подію у різних країнах.
У 2014 за подією вперше можна було спостерігати онлайн через Livestream.
Робота українських митців вперше була представлена на «Burning Man» 2015 року. Нею стала скульптура «Любов» Олександра Мілова.
Подія 2016 року стала 30-ою і була присвячений темі італійського Ренесансу (а саме творчості Леонардо да Вінчі), який сформував Західну цивілізацію, з метою створити в пустелі Блек-Рок атмосферу бурхливого розвитку мистецтва й винахідництва. Цього року було почато низку заходів для усієї спільноти Бьорнерів, яка почалася 2 вересня 2016 і тривала до 2 вересня 2017, впродовж 50-и тижнів. У 2017 та в подальші роки заходи поза Black Rock City було продовжено.
Через пандемію коронавірусної хвороби, що розпочалася в 2019 році, подію 2020 року було вирішено провести віртуально. Учасників було запрошено у «Віртуальне місто Блек-Рок», а кошти за вже придбані квитки обіцялося повернути на вимогу. Близько 5 тис. осіб попри це зібралися в пустелі Блек-Рок неофіційно. Наступного року «Burning Man» знову відбувався віртуально, а на неофіційне зібрання в традиційному місці прийшло вже близько 20 тис. учасників. Цього року скульптуру замінив рій повітряних дронів, що формували мінливу композицію.
Офіційне проведення поновилося в 2022 році, після того, як організатори скасовували захід два роки поспіль через пандемію. Під час проведення «Burning Man» у 2022 році, там було встановлено інсталяцію на підтримку України в формі її герба. Також там виступила Аліна Паш.

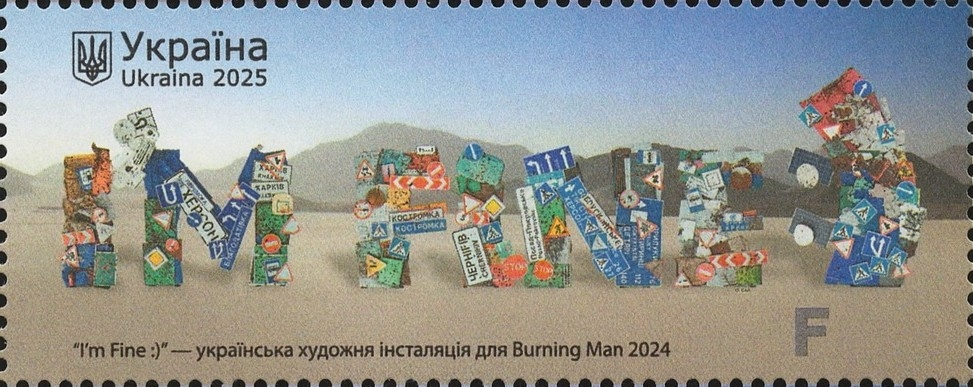
Марка «I'm Fine:)», поштова марка України (2025)

Після завершення пандемії подія стала характеризуватися як тимчасове місто, де створюється все, необхідне для самовираження його жителів.
У 2023 році відкрили дві українські інсталяції — меморіал загиблим українським військовим «Храм їжака» та «Український Фенікс».
- «Храм їжака» представила на фестивалі «Спільнота бьорнерів України». Проєкт побудований із іржавих протитанкових їжаків. Усередині скульптури розміщені історії загиблих українських військових і цивільних[14].
- «Український Фенікс» готувався близько року. Спільно з американською партнеркою Аллою Лопаткіною, художниками Олексієм Саєм та Богданою Косміною, а також великою командою людей було створено скульптуру вісім метрів заввишки[15].

## Принципи події

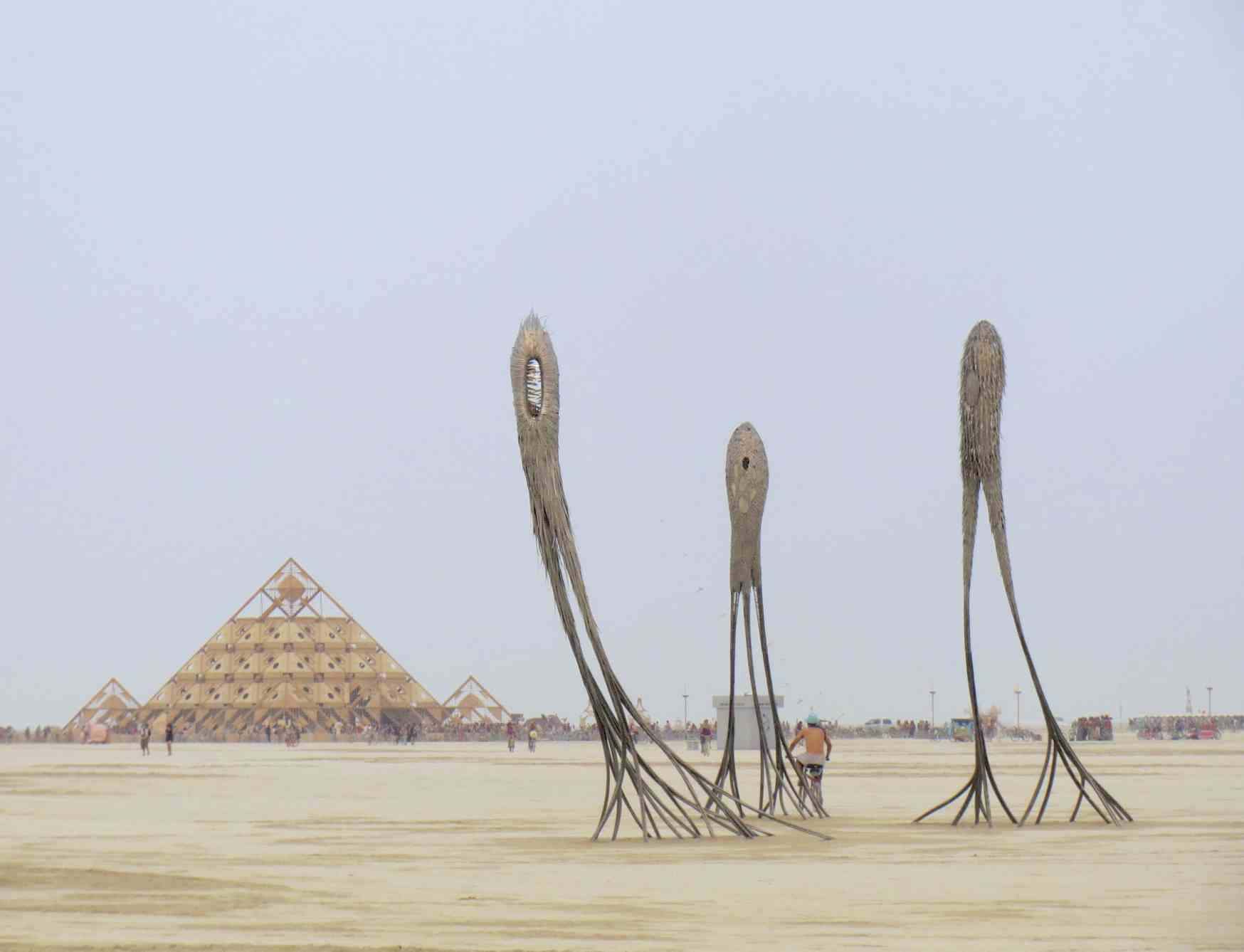
Одна з інсталяцій на Burning Man 2013 року

Подія Burning Man не має єдино визначеної мети свого проведення. Більшою мірою подія створюється самими учасниками — Бьорнерами (англ. Burners). Організатори закликають до активної участі у події, відвідування події пасивними спостерігачами не схвалюється. Також не дозволяється пересування територією автомобілем чи мотоциклом, проте дозволяються велосипеди і рухомі інсталяції.
10 найголовніших принципів «Burning Man»:
1. Радикальна участь — будь-хто може стати частиною «Burning Man», незнайомці поважаються і вітаються.
2. Дарування — на «Burning Man» немає грошей і продажів, існує дарування, яке не передбачає повернення або обміну на щось рівної цінності.
3. Декомодіфікація — співтовариство прагне до створення соціальних умов, вільних від фінансових угод, комерційного спонсорування або реклами.
4. Радикальна самостійність — «Burning Man» закликає до покладання лише на ті ресурси, які учасники беруть з собою в пустелю.
5. Радикальне самовираження — ніхто, крім самого учасника (групи учасників) не може визначати зміст його (їх) творів.
6. Загальні зусилля — співтовариство події цінує співробітництво у створенні, просуванні і захисті творів мистецтва і всього, що підтримує безкорисливу співпрацю.
7. Цивільна відповідальність — члени спільноти, які організовують заходи на події, повинні взяти на себе відповідальність за них.
8. Не залишати ніяких слідів — співтовариство події поважає навколишнє середовище. Воно прагне не залишати ніякого фізичного сліду своєї діяльності і, за можливості, залишити місце проведення події в кращому стані, ніж воно було до того.
9. Співучасть — до дії запрошуються всі охочі.
10. Безпосередність — подія прагне подолати перешкоди, які стоять між учасниками і вираженням їхнього внутрішнього світу[16].

## Тематика
Перші 9 років подія проходила без прив'язки до конкретної теми, а з 1995 року «Burning man» став проводитися за наперед визначеною темою. Першою неофіційно було обрано «Добро і зло».
| Рік  | Висота скульптури «Палаючої людини»                   | Місце проведення              | Кількість учасників                      | Внесок учасника | Тематика                                                                                             |
| ---- | ----------------------------------------------------- | ----------------------------- | ---------------------------------------- | --- | --- |
| 1986 | 2,4 метра                                             | Бейкер-біч                    | 20                                       | Безкоштовно | Без теми                                                                                             |
| 1987 | 6 метрів                                              | Бейкер-біч                    | 80                                       | Безкоштовно | Без теми                                                                                             |
| 1988 | 9 метрів                                              | Бейкер-біч                    | 150-200                                  | Безкоштовно | Без теми                                                                                             |
| 1989 | 12 метрів                                             | Бейкер-біч                    | 300+                                     | Безкоштовно | Без теми                                                                                             |
| 1990 | 12 метрів                                             | Бейкер-біч & пустеля Блек-Рок | 500 (Baker Beach) + 120 пустеля Блек-Рок | Безкоштовно | Без теми                                                                                             |
| 1991 | 12 метрів                                             | пустеля Блек-Рок              | 250                                      | $15 | Без теми                                                                                             |
| 1992 | 12 метрів                                             | пустеля Блек-Рок              | 600                                      | $25 | Без теми                                                                                             |
| 1993 | 12 метрів                                             | пустеля Блек-Рок              | 1000                                     | $25-$40 | Без теми                                                                                             |
| 1994 | 12 метрів                                             | пустеля Блек-Рок              | 2000                                     | $30 | Без теми                                                                                             |
| 1995 | 12 метрів                                             | пустеля Блек-Рок              | 4000                                     | $35 | Добро і зло (неофіційно) (англ. Good and Evil)                                                       |
| 1996 | 12,1 метра і 2,4 основа                               | пустеля Блек-Рок              | 8000                                     | $35 | Пекло (англ. Inferno)                                                                                |
| 1997 | 12,1 метра і 3,04 основа                              | Hualapai Playa                | 10000                                    | $65 | Плодючість: Жива Земля (англ. Fertility: The Living Land)                                            |
| 1998 | 12,1 метра і 3,6 основа                               | пустеля Блек-Рок              | 15000                                    | $80-$90 | Туманна сутність (англ. Nebulous Entity)                                                             |
| 1999 | 12,1 метра і 4,2 основа                               | пустеля Блек-Рок              | 23000                                    | $65-$130 | Колесо часу (англ. Wheel of Time)                                                                    |
| 2000 | 12,1 метра і 4,2 основа                               | пустеля Блек-Рок              | 25400                                    | $200 | Тіло (англ. The Body)                                                                                |
| 2001 | 12,1 метра і 9,1 основа                               | пустеля Блек-Рок              | 25659                                    | $200 | Сім віків (англ. Seven Ages)                                                                         |
| 2002 | 12,1 метра і 12,1 основа                              | пустеля Блек-Рок              | 28979                                    | $135-$200 | Літаючий світ (англ. The Floating World)                                                             |
| 2003 | 9,7 метра і 14,3 основа                               | пустеля Блек-Рок              | 30586                                    | $145-$225 | Поза вірою (англ. Beyond Belief)                                                                     |
| 2004 | 12,1 метра і 12,1 основа                              | пустеля Блек-Рок              | 35664                                    | | Небозвід (англ. The Vault of Heaven)                                                                 |
| 2005 | 12,1 метра і 9,7 основа                               | пустеля Блек-Рок              | 35567                                    | $145-$250 | Психіка: Свідоме, Підсвідоме та Безсвідоме (англ. Psyche: The Conscious, Subconscious & Unconscious) |
| 2006 | 12,1 метра і 9,7 основа                               | пустеля Блек-Рок              | 38989                                    | $185-$280 | Надія і Страх: Майбутнє (англ. Hope and Fear: The Future)                                            |
| 2007 | 12,1 метра і 9,7 основа                               | пустеля Блек-Рок              | 47366                                    | $195-$280 | Зелена людина (англ. The Green Man)                                                                  |
| 2008 | 12,1 метра і 15,2 основа                              | пустеля Блек-Рок              | 49599                                    | $210-$295 | Американська мрія (англ. American Dream)                                                             |
| 2009 | 15,2 метра і 7,6 основа                               | пустеля Блек-Рок              | 43435                                    | $210-$360 | Еволюція: Заплутаний набір (англ. Evolution: A Tangled Bank)                                         |
| 2010 | 12,1 метра і 19,5 основа                              | пустеля Блек-Рок              | 51454                                    | $210-$360 | Метрополіс: Життя міст (англ. Metropolis: The Life Of Cities)                                        |
| 2011 | 12,1 метра і 15,2 основа                              | пустеля Блек-Рок              | 53963                                    | $210-$360 | Ритуали переходу (англ. Rites of Passage)                                                            |
| 2012 | 12,1 метрів і 16,1 основа                             | пустеля Блек-Рок              | 56149                                    | $240-$420 | Плодючість 2.0 (англ. Fertility 2.0)                                                                 |
| 2013 | 12,1 метра і 16,7 основа                              | пустеля Блек-Рок              | 69613                                    | $380 | Карго-культ (англ. Cargo Cult)                                                                       |
| 2014 | 32 метра                                              | пустеля Блек-Рок              | 65992                                    | $380 | Караван-сарай (англ. Caravansary)                                                                    |
| 2015 | 18 метрів (повністю встановлена на землі, без основи) | пустеля Блек-Рок              | 67564                                    | $390 | Карнавал дзеркал (англ. Carnival of Mirrors)                                                         |
| 2016 | 12,8 метра і 8,5 основа                               | пустеля Блек-Рок              | 67290                                    | $390 | Майстерня да Вінчі (англ. Da Vinci’s Workshop)                                                       |
| 2017 | 13 метрів                                             | пустеля Блек-Рок              | 69493                                    | $425 (попереднє замовлення $990/1200), 80$ за авто | Радикальний ритуал (англ. Radical Ritual)                                                            |
| 2018 | 25,9 метра                                            | пустеля Блек-Рок              | 70248                                    | $425 (попереднє замовлення $990/1200), 80$ за авто | Я, робот (англ. I, robot)                                                                            |
| 2019 |                                                       | пустеля Блек-Рок              |                                          | | Метаморфози (англ. Metamorphoses)                                                                    |
| 2020 | не будувалася                                         | віртуальне місто Блек-Рок     |                                          | планувалося $475 (попереднє замовлення $1400), $140 за авто | Мультивсесвіт (англ. Multiverse)                                                                     |
| 2021 | не будувалася, скульптуру формували повітряні дрони   | віртуальне місто Блек-Рок     |                                          | | Велике невідоме (англ. Great Unknown)                                                                |
| 2022 |                                                       | пустеля Блек-Рок              | 80000                                    | - За програмою Ticket Aid: $225 - Розпродаж FOMO: $2500 чи $1500 - Розпродаж Stewards (раніше DGS): $475 - Головний розпродаж і OMG: $575 - Проїзд транспорту: $140 | Мандрівні мрії (англ. Walking Dreams)                                                                |
| 2023 |                                                       | пустеля Блек-Рок              |                                          | | Анімалія (англ. Animalia)                                                                            |
| 2024 |                                                       | пустеля Блек-Рок              |                                          | | Цікавіше й цікавіше (англ. Curiouser & Curiouser)                                                    |

## Галерея

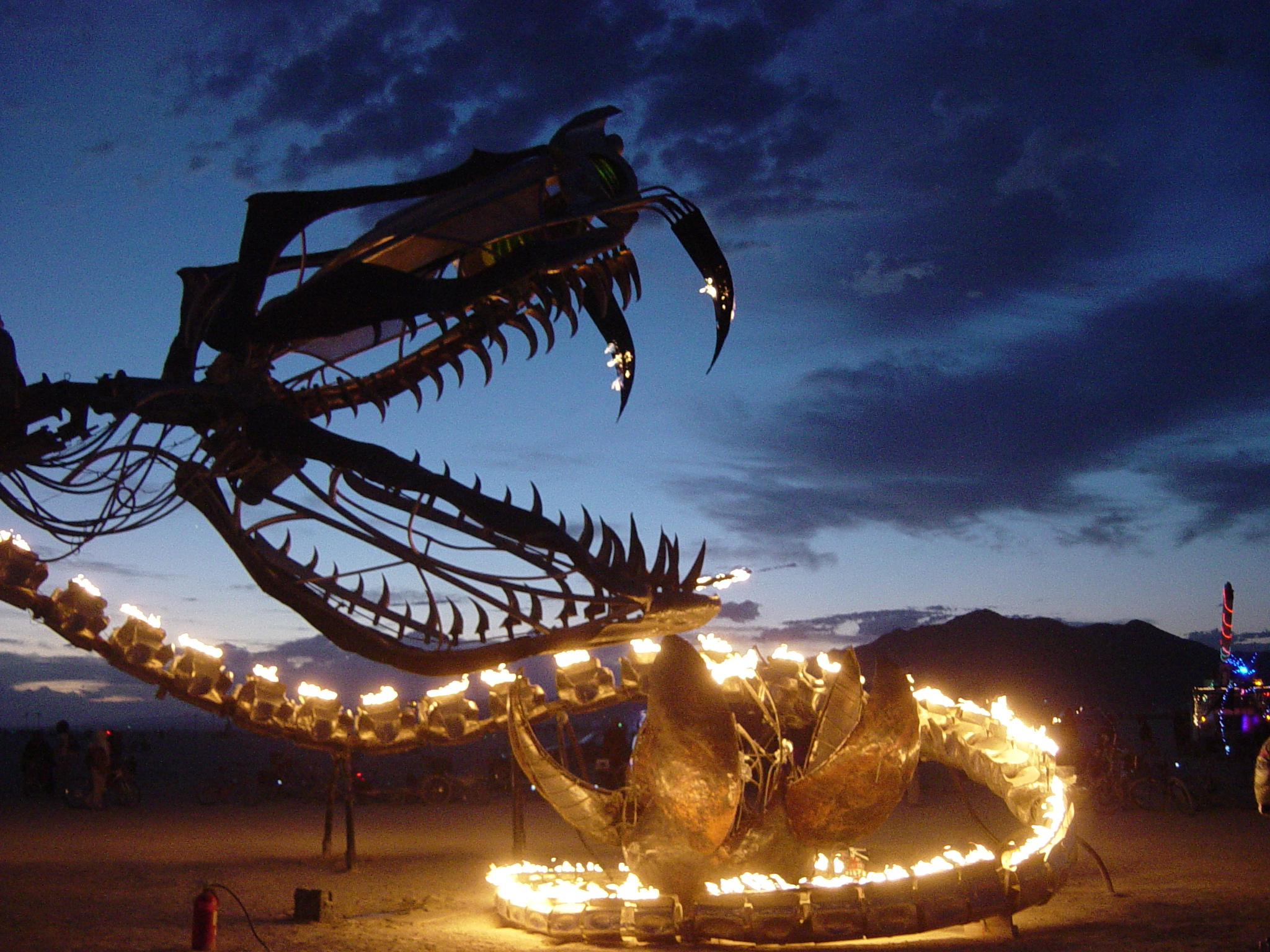
Інсталяція «Матір зміїв» (2006)
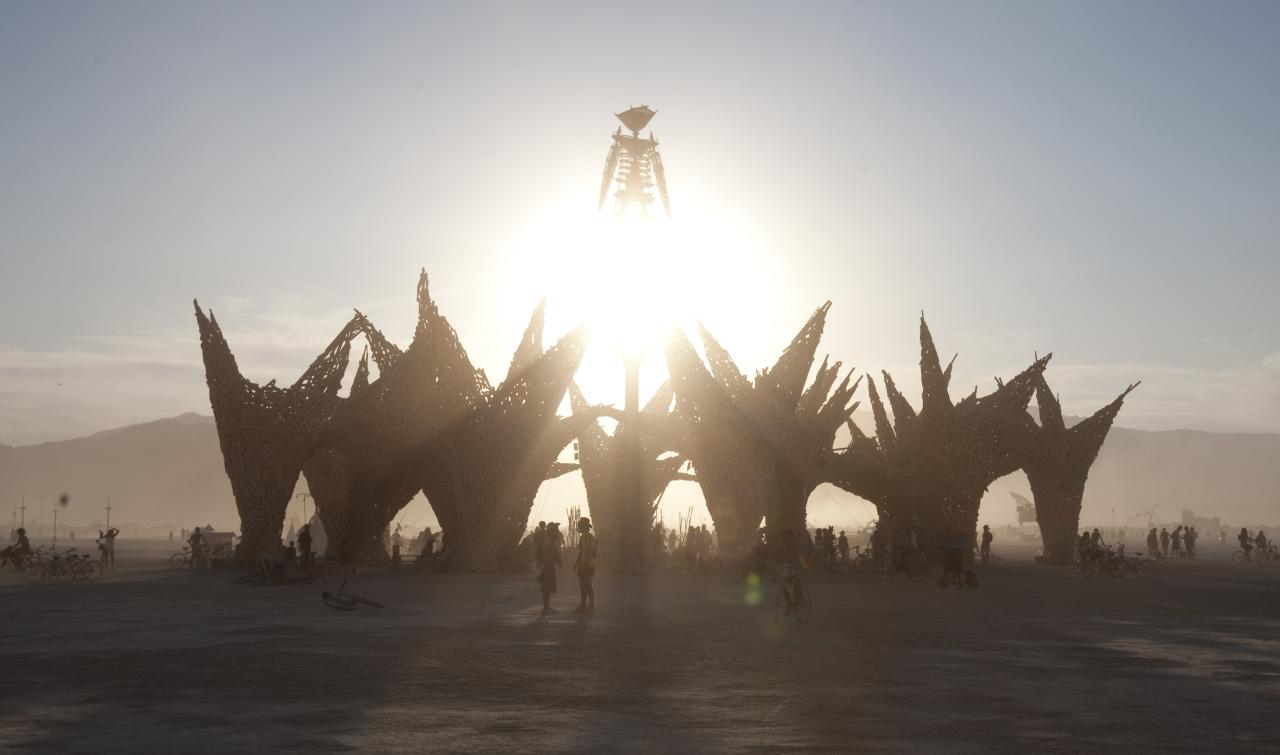
Скульптура «Палаючої людини» на світанку (2009)
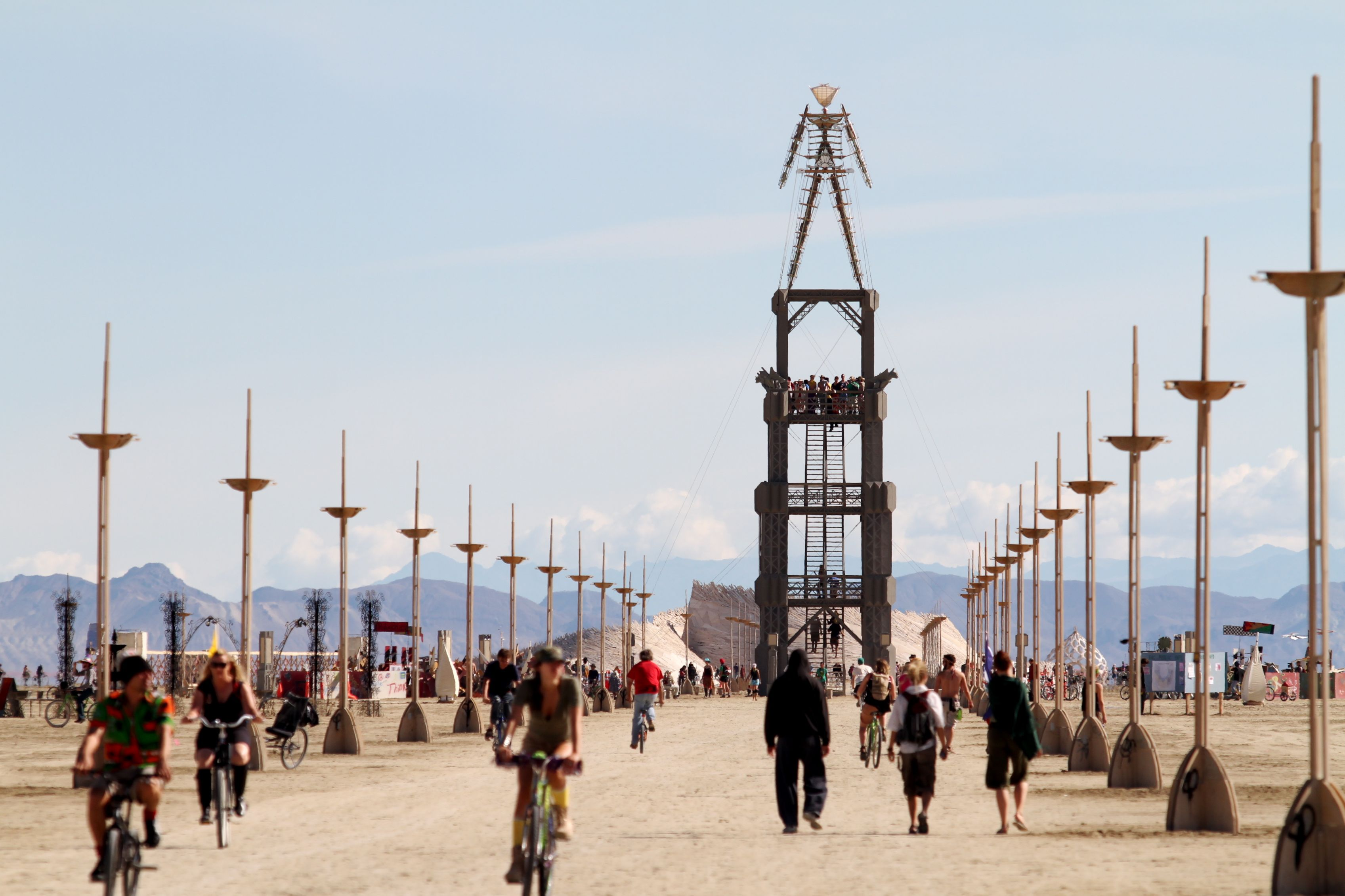
«Вулиця» в таборі події (2010)
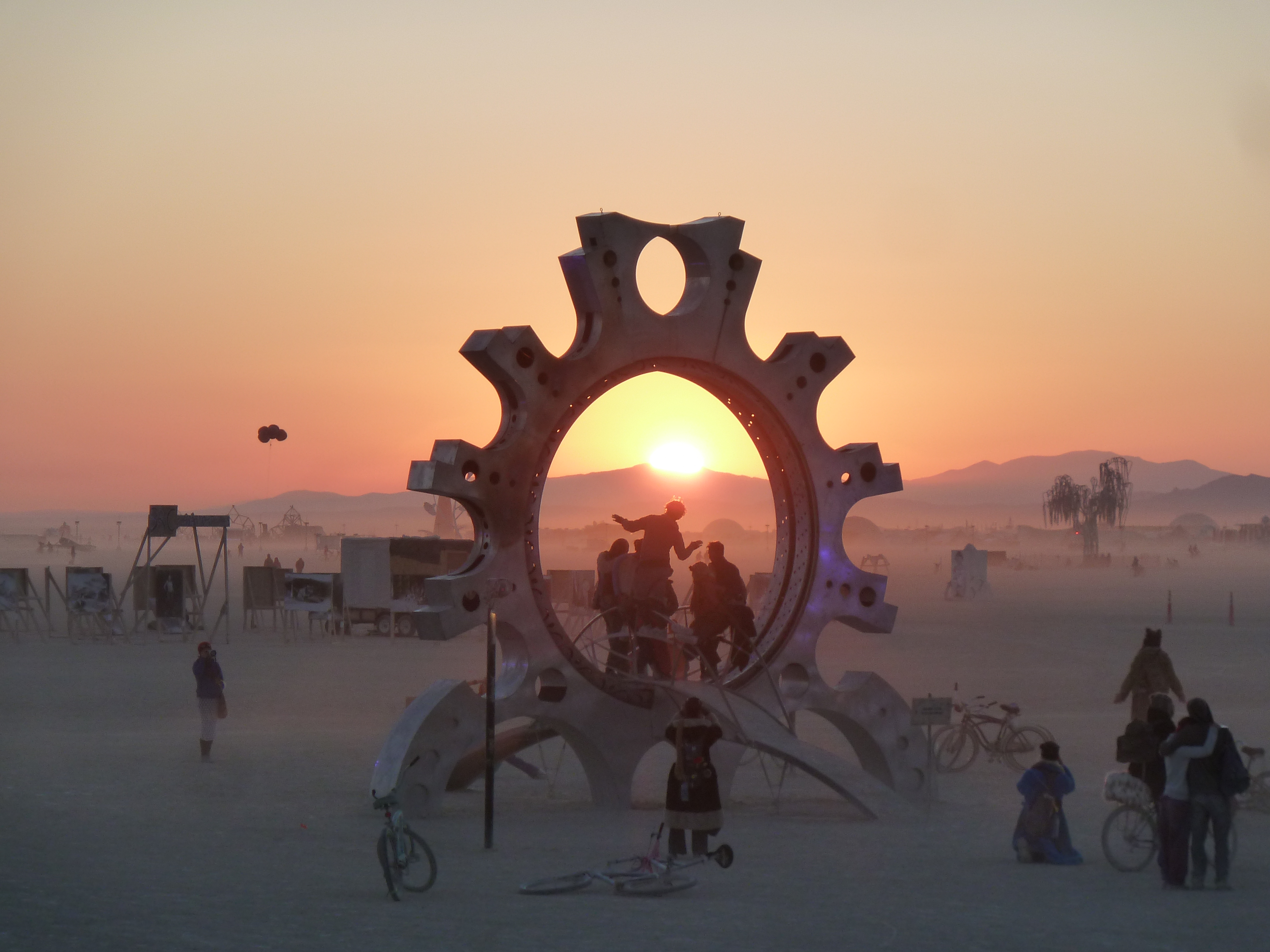
Інсталяція на події (2010)
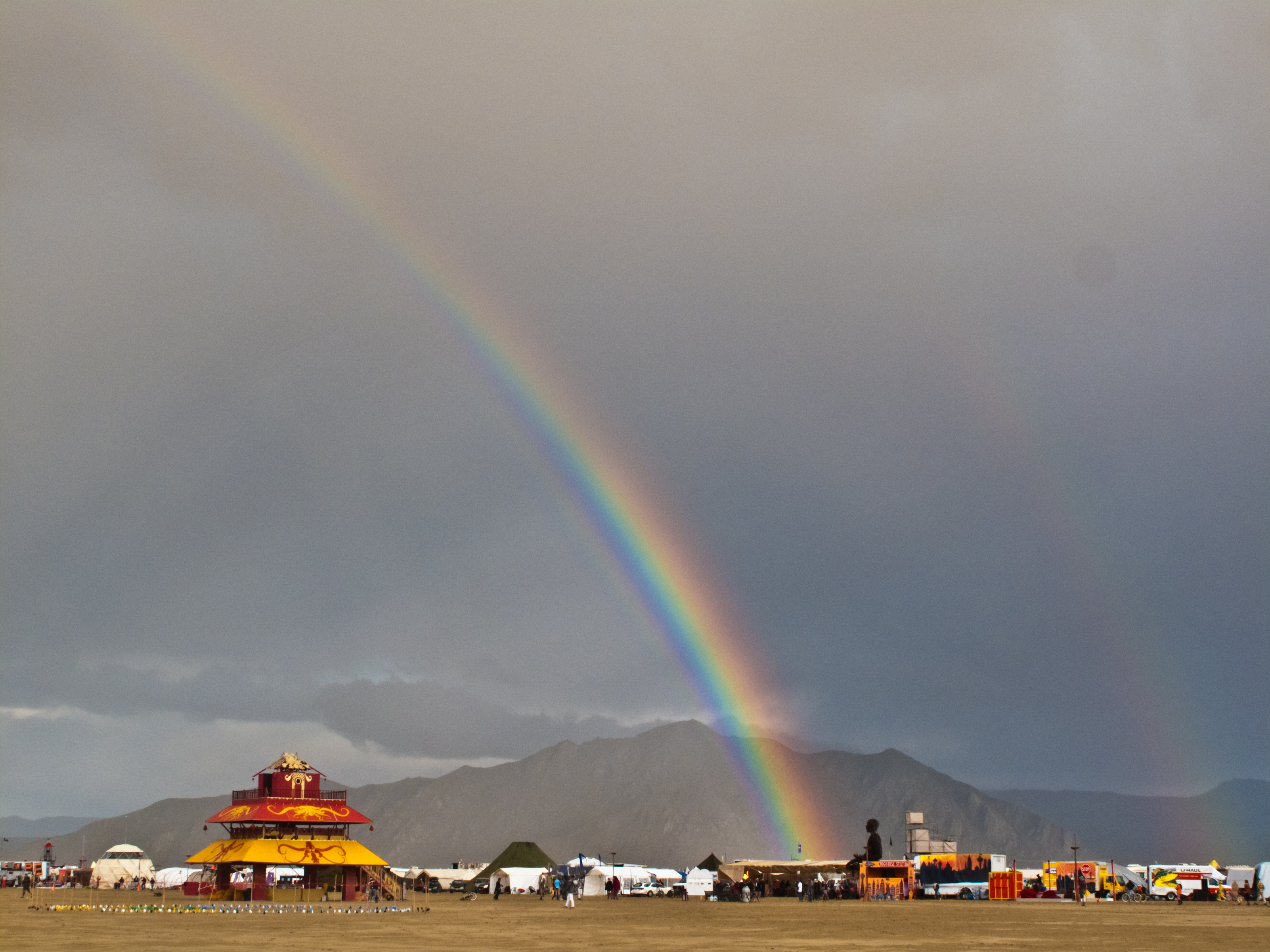
Веселка над табором (2010)
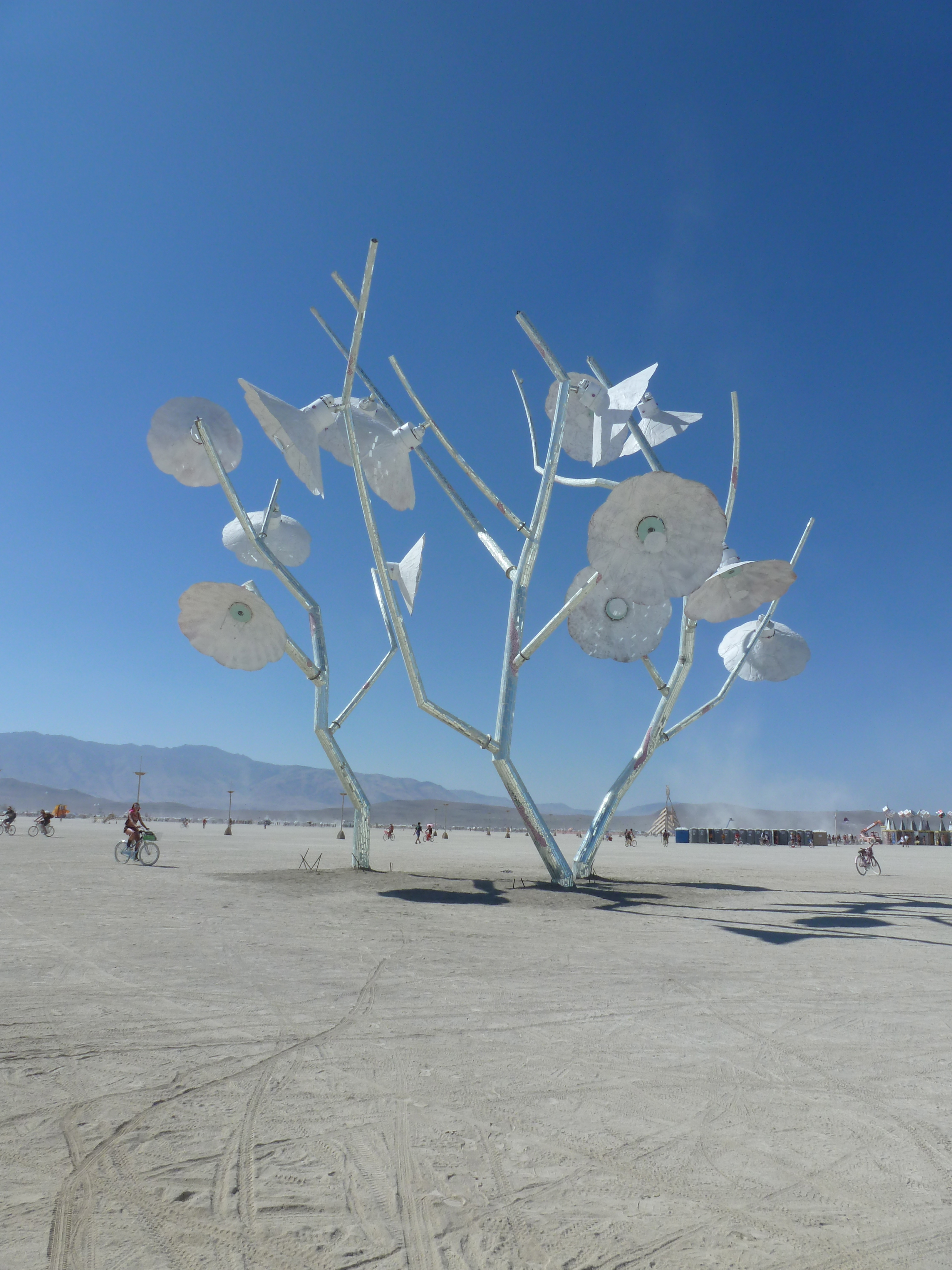
Інсталяції в пустелі (2011)
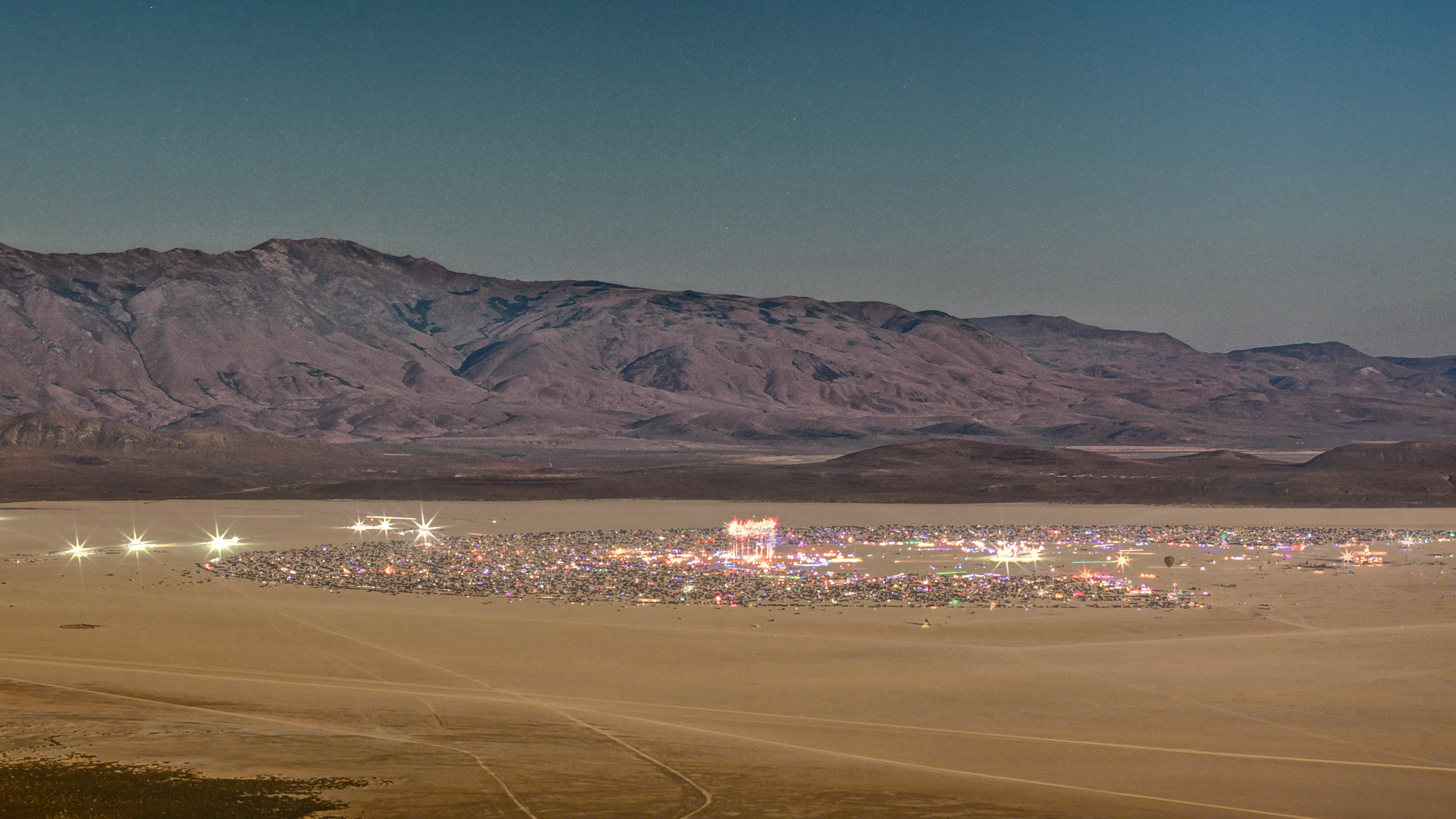
Вечірній табір (2011)
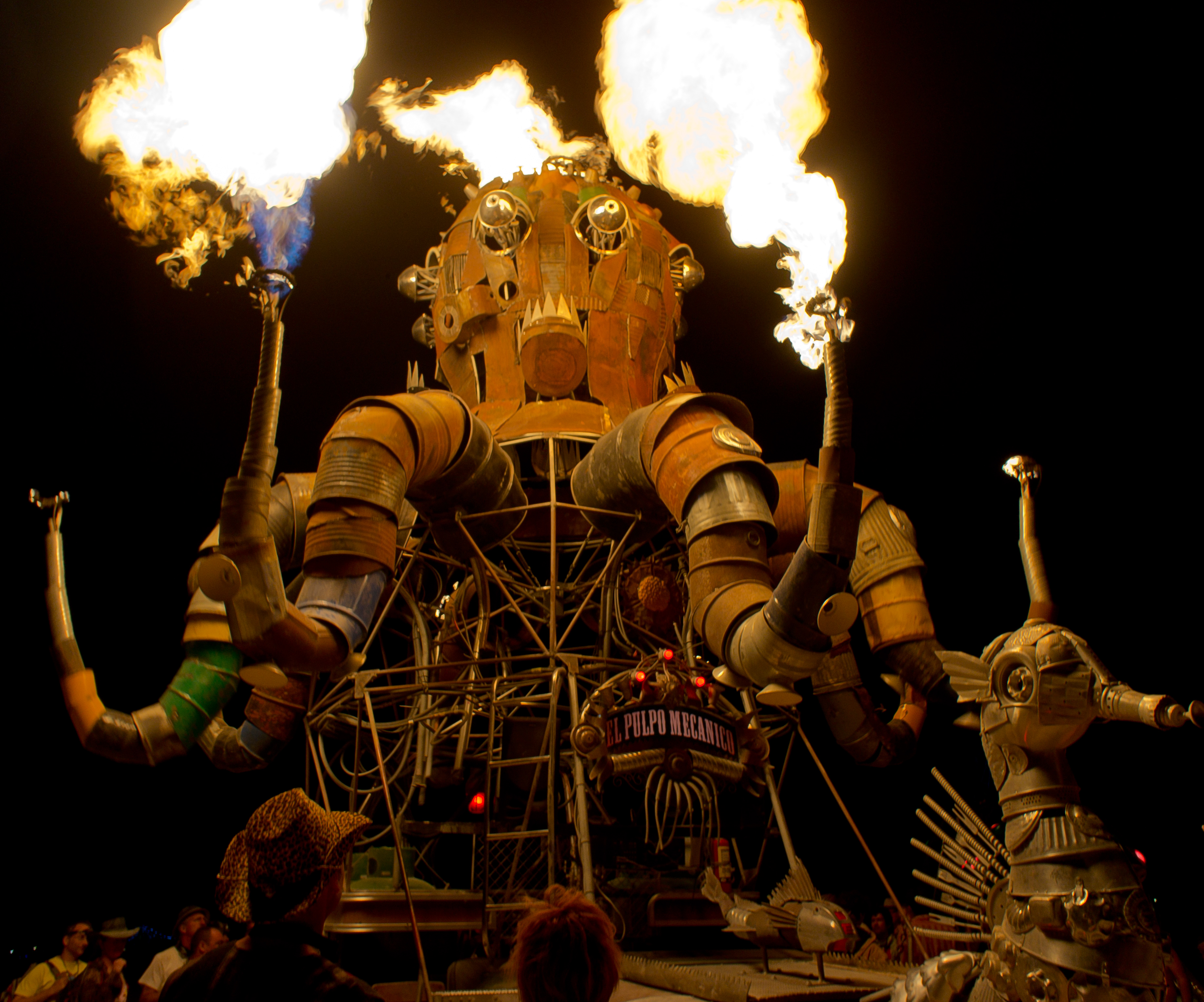
«Вогненний восьминіг» (2011)